# 제바스티안 융
제바스티안 알렉산더 융(독일어: Sebastian Alexander Jung, 1990년 6월 22일 ~ )은 독일의 축구 선수로, 포지션은 오른쪽 풀백이다. 현재 독일 2. 분데스리가의 카를스루에 SC에서 활약하고 있다.

## 선수 경력

### 아인트라흐트 프랑크푸르트
제바스티안 융은 2009년 3월 8일 아르미니아 빌레펠트와의 경기에 출전하며, 성인 무대 데뷔전을 가졌다. 2010년 2월 7일 보루시아 도르트문트를 상대로 분데스리가 첫 골을 기록하였다. 2010-11 시즌에 들어서 융은 프랑크푸르트의 1군 주전 멤버로 도약했다. 이 시즌에 구단은 강등을 당했으나, 다음 시즌에 곧바로 재승격에 성공했다. 2013년 4월 4일 융은 프랑크푸르트와 2년 재계약에 합의했다.

### VfL 볼프스부르크
2014년 5월 22일 제바스티안 융은 VfL 볼프스부르크가 250만 유로를 지불하여, 4년 계약을 체결하고 입단하였다.

## 국가대표 경력

### 독일
2012년 11월 11일 네덜란드와의 친선 경기를 위해 소집된 팀에 발탁되었다. 이는 1999년 이후 국가대표에 발탁된 첫 프랑크푸르트 선수였으나, 융은 출장까지 기록하지는 못했다.
2014년 5월 폴란드와의 친선 경기에 재차 부름을 받았고, 71분 경 케빈 폴란트와 교체되며 A매치 데뷔전을 치렀다.

## 기록

### 구단 기록
2015년 2월 25일 기준
| 구단 기록                         | 구단 기록                         | 구단 기록                         | 리그 | 리그 | FA컵 | FA컵 | 대륙대회 | 대륙대회 | 총합 | 총합 | 출처  |
| 시즌                              | 구단                              | 리그                              | 출장 | 득점 | 출장 | 득점 | 출장     | 득점     | 출장 | 득점 | 출처  |
| 독일                              | 독일                              | 독일                              | 리그 | 리그 | FA컵 | FA컵 | 대륙대회 | 대륙대회 | 총합 | 총합 | 출처  |
| --------------------------------- | --------------------------------- | --------------------------------- | ---- | ---- | ---- | ---- | -------- | -------- | ---- | ---- | ----- |
| 2008–09                           | 아인트라흐트 프랑크푸르트         | 분데스리가                        | 6    | 0    | 0    | 0    | —        | —        | 6    | 0    | [ 1 ] |
| 2008–09                           | 아인트라흐트 프랑크푸르트 II      | 레기오날리가                      | 16   | 0    | —    | —    | —        | —        | 16   | 0    | [ 1 ] |
| 2009–10                           | 아인트라흐트 프랑크푸르트 II      | 레기오날리가                      | 7    | 1    | —    | —    | —        | —        | 7    | 1    | [ 2 ] |
| 2009–10                           | 아인트라흐트 프랑크푸르트         | 분데스리가                        | 14   | 1    | 0    | 0    | —        | —        | 14   | 1    | [ 2 ] |
| 2010–11                           | 아인트라흐트 프랑크푸르트         | 분데스리가                        | 33   | 0    | 3    | 0    | —        | —        | 36   | 0    | [ 3 ] |
| 2010–11                           | 아인트라흐트 프랑크푸르트 II      | 레기오날리가                      | 0    | 0    | —    | —    | —        | —        | 0    | 0    | [ 4 ] |
| 2011–12                           | 아인트라흐트 프랑크푸르트         | 2. 분데스리가                     | 33   | 2    | 2    | 0    | —        | —        | 35   | 2    | [ 5 ] |
| 분데스리가                        | 아인트라흐트 프랑크푸르트         | 2012–13                           | 32   | 1    | 1    | 0    | —        | —        | 33   | 1    | [ 6 ] |
| 분데스리가                        | 아인트라흐트 프랑크푸르트         | 2013–14                           | 30   | 0    | 4    | 0    | 6        | 1        | 40   | 1    | [ 7 ] |
| 아인트라흐트 프랑크푸르트 통산    | 아인트라흐트 프랑크푸르트 통산    | 아인트라흐트 프랑크푸르트 통산    | 148  | 4    | 10   | 0    | 6        | 1        | 164  | 5    | —     |
| 아인트라흐트 프랑크푸르트 II 통산 | 아인트라흐트 프랑크푸르트 II 통산 | 아인트라흐트 프랑크푸르트 II 통산 | 23   | 1    | —    | —    | —        | —        | 23   | 1    | —     |
| VfL 볼프스부르크                  | 분데스리가                        | 2014–15                           | 18   | 0    | 1    | 0    | 5        | 0        | 24   | 0    | [ 8 ] |
| 커리어 통산                       | 커리어 통산                       | 커리어 통산                       | 189  | 5    | 11   | 0    | 11       | 1        | 211  | 6    | —     |

## 수상

### 구단

#### VfL 볼프스부르크
- DFB-포칼 : 2014-15 (우승)